# Gypona diverta
Gypona diverta är en insektsart som beskrevs av Delong och Hermann Julius Kolbe 1975. Gypona diverta ingår i släktet Gypona och familjen dvärgstritar. Inga underarter finns listade i Catalogue of Life.